# Jean Louail
Jean Louail, né le 4 mars 1668 à Évron (Mayenne) et mort le 3 mars 1724 à l'église Saint-Étienne-du-Mont de Paris, est un théologien français.

## Biographie
Jean est le fils de Jean Louail et de Marie Godubert ; la famille Louail est connue dès le XVe siècle. Il termine ses études au collège de Mayenne de 1683 à 1685, sous la direction du diacre Anjubault. 
Il fait à Paris des études de droit, puis devient prêtre. Déjà influencé par le jansénisme à Mayenne, il devient ami de Port-Royal et janséniste ardent. Il est docteur en droit en 1696. Auteur appelant, il était ami de Nicolas Letourneux, et partagea quelque temps sa retraite.
Il sera précepteur du quatrième fils de Louvois, prêtre comme lui, et l'accompagna à Rome, où il acheta 3 000 volumes pour la bibliothèque de Louis XIV. Ce fut sans doute par la protection de cet abbé qu'il obtint le prieuré d'Auray.
Après la mort de l'abbé de Louvois, arrivée en 1718, Louail refusa la place de bibliothécaire du cardinal de Noailles, et vécut dans la retraite jusqu'à sa mort, arrivée le 3 mars 1724.
Adversaire déterminé des jésuites, il est l'auteur de nombreux ouvrages de théologie, d'ouvrages polémiques et historiques, qui reflètent les querelles historiques de l'époque. Il avait aidé Françoise-Marguerite de Joncoux dans la traduction des Notes de Wendrock sur les Provinciales de Blaise Pascal, notes que l'on sait être de Pierre Nicole.

## Publications
1. Histoire abrégée du jansénisme et remarques sur l'ordonnance de M. l'archevêque de Paris Cologne : J. Druckerus, 1697, in-18, pièces limin., 176 p., 1698[5] ;
2. Histoire du Cas de conscience... signé par quarante docteurs de Sorbonne, contenant les brefs du Pape, les ordonnances épiscopales, censures, lettres et autres pièces pour et contre ce cas, avec des réflexions sur plusieurs des ordonnances. (Par Jean Louail et Françoise-Marguerite de Joncoux, revue par le P. Pasquier Quesnel, Nicolas Petitpied et Jacques Fouillou.) Nancy : P. Nicolai, 1705-1711. 8 vol. in-12 ;
3. Lettres d'un théologien à un évêque sur cette question importante : S'il est permis d'approuver les Jésuites pour prêcher et pour confesser. Nouvelle édition... Amsterdam : H. Schelte, 1717, in-12, 283 p[6]. ;
4. Histoire du livre des Réflexions morales sur le Nouv. Testament par le P. Quesnel et de la Constitution Unigenitus pour servir de préface aux hexaples. Amsterdam : N. Potgieter, 1723-1726. 4 vol. in-4°[7];
5. Histoire du livre des Réflexions morales sur le Nouveau Testament et de la constitution Unigenitus... Amsterdam : N. Potgieter, 1723-1739. 4 vol. in-4°[8] ;
6. Idée de la religion chrétienne, où l'on explique succinctement tout ce qui est nécessaire pour être sauvé. Par J. Louail et Laurent Blondel. Paris : F. Jouenne, 1728, in-12, 245 p., 1735. Paris : Lambert et Durand, 1740.

On lui attribue encore quelques mémoires sur les missionnaires de Chine.